# Cratostigma regularis
Cratostigma regularis is een zakpijpensoort uit de familie van de Pyuridae. De wetenschappelijke naam van de soort werd in 1963 voor het eerst geldig gepubliceerd door Claude Monniot.